# Rulin' the Earth
Rulin' the Earth är det tyska heavy metal-bandet Steelers andra studioalbum, utgivet 1985 på skivbolaget Earthshaker Records (skivnummer ES 4009).
Rulin' the Earth producerades av Axel Thubeauville och spelades in med Thubeauville, Ralf Hubert och bandets gitarrist Tom Eder som ljudtekniker.

## Låtlista
Alla texter är skrivna av Peter Burtz.
Sida A
1. "The Resolution" – 1:05 (Ralf Hubert)
2. "Ruling the Earth – 4:40 (Axel Rudi Pell, Peter Burtz, Tom Eder)
3. "Shellshock" – 5:15 (Peter Burtz, Tom Eder, Volker Krawczak)
4. "Let the Blood Run Red" – 5:10 (Axel Rudi Pell, Jan Yildiral, Peter Burtz, Tom Eder, Volker Krawczak)
5. "Heading for the End" – 5:40 (Peter Burtz, Tom Eder)

Sida B
1. "Maniac" – 5:05 (Axel Rudi Pell, Peter Burtz, Tom Eder)
2. "Run with the Pack" – 4:10 (Axel Rudi Pell, Jan Yildiral, Peter Burtz, Tom Eder, Volker Krawczak)
3. "S.F.M. 1" – 2:55 (Axel Rudi Pell, Jan Yildiral, Peter Burtz, Tom Eder, Volker Krawczak)
4. "Turning Wheels" – 5:50 (Axel Rudi Pell, Peter Burtz, Tom Eder)

## Medverkande
Musiker
- Peter Burtz – sång
- Tom Eder – gitarr
- Volker Krawczak – bas
- Axel Rudi Pell – gitarr
- Jan Yildiral – trummor

Övrig personal
- Tom Eder – ljudtekniker
- Ralf Hubert – ljudtekniker
- Axel Thubeauville – producent, ljudtekniker